# Моребис, Владимир Алексеевич
Владимир Алексеевич Моребис (ум. 1987) — советский тренер по боксу, Заслуженный тренер РСФСР. Воспитал немало известных боксёров, среди которых чемпионы СССР, обладатели Кубка СССР, победители крупных всероссийских и международных соревнований.
Скончался в марте 1987 года после тяжёлой болезни, не дожив до 50 лет. Предвидя свою скорую смерть, Моребис написал письмо одному известному тренеру с просьбой взять шефство над одним из его лучших учеников Русланом Тарамовым.

## Известные воспитанники
- Руслан Тарамов — 3-кратный чемпион СССР, победитель Игр доброй воли 1986 года, бронзовый призёр чемпионата Европы, обладатель Кубка Советского Союза, участник Олимпийских игр в Сеуле, мастер спорта СССР международного класса;
- Магомадов, Вахит Гараевич — двукратный чемпион СССР среди профессионалов;
- Руслан Абдурахманов — один из первых мастеров спорта СССР среди чеченцев;
- Усман Арсалиев — призёр чемпионатов СССР, победитель многих международных турниров, в своё время сенсационно нокаутировавший 3-кратного олимпийского чемпиона Феликса Савона;
- Ислам Арсангалиев — чемпион мира среди молодёжи;
- Асламбек Амаев — двукратный чемпион России;

и многие другие.